# Crucianella arabica
Crucianella arabica là một loài thực vật có hoa trong họ Thiến thảo. Loài này được Schönb.-Tem. & Ehrend. mô tả khoa học đầu tiên năm 1986.